# Cants Cipris
Els Cants Cipris, o Cípries (en grec antic: Κύπρια, llatí: Cypria), és una obra de la literatura grega que formava part del cicle troià i que no s'ha conservat. La seva autoria és desconeguda, i els antics l'atribuïen a Estasí, Hegèsies i fins i tot a Homer.

## Argument
Els Cants Cipris explicaven les causes, els precedents i els inicis de la Guerra de Troia, tot allò que no es troba contingut a la Ilíada, i fa la sensació que en volia ser una introducció. L'obra s'ha perdut, però gràcies al resum de Procle i els fragments existents es pot tenir una bona idea del seu contingut. Gea, la terra, cansada del pes de la raça degenerada dels homes, demana a Zeus que en disminueixi el seu nombre. Zeus li concedeix la petició i prepara dos personatges principals per a complir-la, Helena i Aquil·les. La bellesa d'Helena propiciarà la causa del concurs entre els homes, i l'espasa d'Aquil·les serà l'element d'extermini. L'obra va explicant el naixement d'Helena i el matrimoni de Peleu amb Tetis, el Judici de Paris fins al rapte d'Helena, la reunió dels pretendents, el rescat d'Ifigenia per Àrtemis i el viatge dels herois fins a Troia. La guerra no provocava prou morts, i així Zeus va desencadenar la discussió entre Aquil·les i Agamèmnon.

## Possibles autors
La font principal dels Cants Cipris, i també del Cicle èpic, és la Crestomatia de Procle, que encara que afirma que el poema va ser escrit per Estasí, també diu que s'atribueix a Hegèsies de Salamina i fins i tot al mateix Homer. Es deia que Estasí, el probable autor de l'obra, era gendre d'Homer, que segons una tradició havia compost el poema i l'havia donat a Estasí quan aquest es va casar amb la seva filla. Ateneu de Nàucratis al parlar dels Cants Cipris no en sap l'autor, i diu «sigui qui sigui», encara que en un altre passatge diu que era escrit per Hegèsies o Estasí, i afegeix que Demòdames d'Halicarnàs va atribuir l'obra a un nadiu d'Halicarnàs. Els estudis moderns fan d'Estasí l'autor de l'obra sense gaires dubtes, i hom el considera contemporani d'Arctí de Milet, cap al segle viii aC.
El nombre de llibres de què constaven els Cants Cipris és dubtós. Només se sap que Ateneu en cita l'onzè llibre.